# Earias nubica
Earias nubica är en fjärilsart som beskrevs av Embrik Strand 1914. Earias nubica ingår i släktet Earias och familjen trågspinnare. Inga underarter finns listade i Catalogue of Life.